# Rush Glacier
Rush Glacier är en glaciär i Antarktis. Den ligger i Västantarktis. Argentina, Chile och Storbritannien gör anspråk på området. Rush Glacier ligger 516 meter över havet.
Terrängen runt Rush Glacier är varierad. Havet är nära Rush Glacier åt nordväst. Trakten är obefolkad. Det finns inga samhällen i närheten. 